# Farit Szajnurow
Farit Walinurowicz Szajnurow, ros. Фарит Валинурович Шайнуров (ur. 1 maja 1934) – radziecki żużlowiec, występujący również na torach lodowych.
Pięciokrotny medalista indywidualnych mistrzostw Związku Radzieckiego: dwukrotnie złoty (1959, 1966), srebrny (1960) oraz dwukrotnie brązowy (1961, 1967). Czterokrotny medalista indywidualnych mistrzostw Rosji: złoty (Bałakowo 1966), srebrny (Nowosybirsk 1965) oraz dwukrotnie brązowy (Majkop 1961, Krasnodar 1962). Dwukrotny medalista drużynowych mistrzostw świata: srebrny (Wrocław 1966) oraz brązowy (Malmö 1967). Wielokrotny uczestnik eliminacji indywidualnych mistrzostw świata (najlepszy wynik: XVI miejsce w finale europejskim, Oslo 1962).
W 1965 r. zwyciężył w turnieju o Zlatą Přilbę w Pardubicach.